# Нина Хартли
Нина Хартли (рођена као Марија Луиза Хартман, 11. март 1959) америчка је порнографска глумица, порнографски филмски редитељ, сексуални едукатор, секс-позитивни феминиста и аутор.